# دكتور إغمان
الدُكتور أيڤو روبوتنيك (بالإنجليزية: Doctor Ivo Robotnik)‏ ؛ (باليابانية: ドクター・ロボトニック) ، دوكوتا روبوتونيككو أيضا معروف كالدُكتور إغمان (بالإنجليزية: Doctor Eggman ؛ باليابانية: ドクター・エッグマン، دوكوتا إغغومان)، هو شخصية خيالية من سلسلة ألعاب فيديو القنفذ سونيك من إنتاج سيگا، وهو دُكتور شرير ومخترع/عالم عبقري مع نسبة ذكاء تفوق 300 نقطة، ولكنه يسعى إلى تحويل كل شيء إلى آلات والسيطرة على العالم. عدوه اللدود هو سونيك ويريد التخلص منه.
ظهر إغمان لأول مرة على الجزء الأول من لعبة القنفذ سونيك (Sonic the Hedgehog). 
إغمان هو أحد أشهر شخصيات ألعاب الفيديو وأيقونة راسخة في ثقافة البوب. يُعتبر على نطاق واسع واحدًا من أعظم وأيقونية أعداء الألعاب في التاريخ. ظهرت صورته في العديد من منتجات سونيك، وتم تجسيده في القصص المصورة، والمسلسلات الكرتونية، وسلسلة أفلام سونيك الواقعية التي أنتجتها شركة باراماونت بيكتشرز، حيث قام الممثل جيم كاري بدوره.